# Euilly-et-Lombut
Euilly-et-Lombut est une commune française située dans le département des Ardennes, en région Grand Est.

## Géographie
| Mairy                            | Tétaigne         |                 |
| Amblimont (comm. dél. de Mouzon) | Euilly-et-Lombut | Carignan        |
| Mouzon                           |                  | Vaux-lès-Mouzon |

### Hydrographie
La commune est dans le bassin versant de la Meuse au sein du bassin Rhin-Meuse. Elle est drainée par la Chiers, le ruisseau de l'Aulnois, le ruisseau de Nonne, le ruisseau de la Fabrique, le ruisseau du Chapitre et le ruisseau de Lombut,.
La Chiers, d'une longueur de 127 km, prend sa source dans la commune de Mont-Saint-Martin et se jette  dans la Meuse à Remilly-Aillicourt, après avoir traversé 46 communes. Elle longe la commune dans sa partie extrême nord-est sur une longueur d'environ 1,1 km.

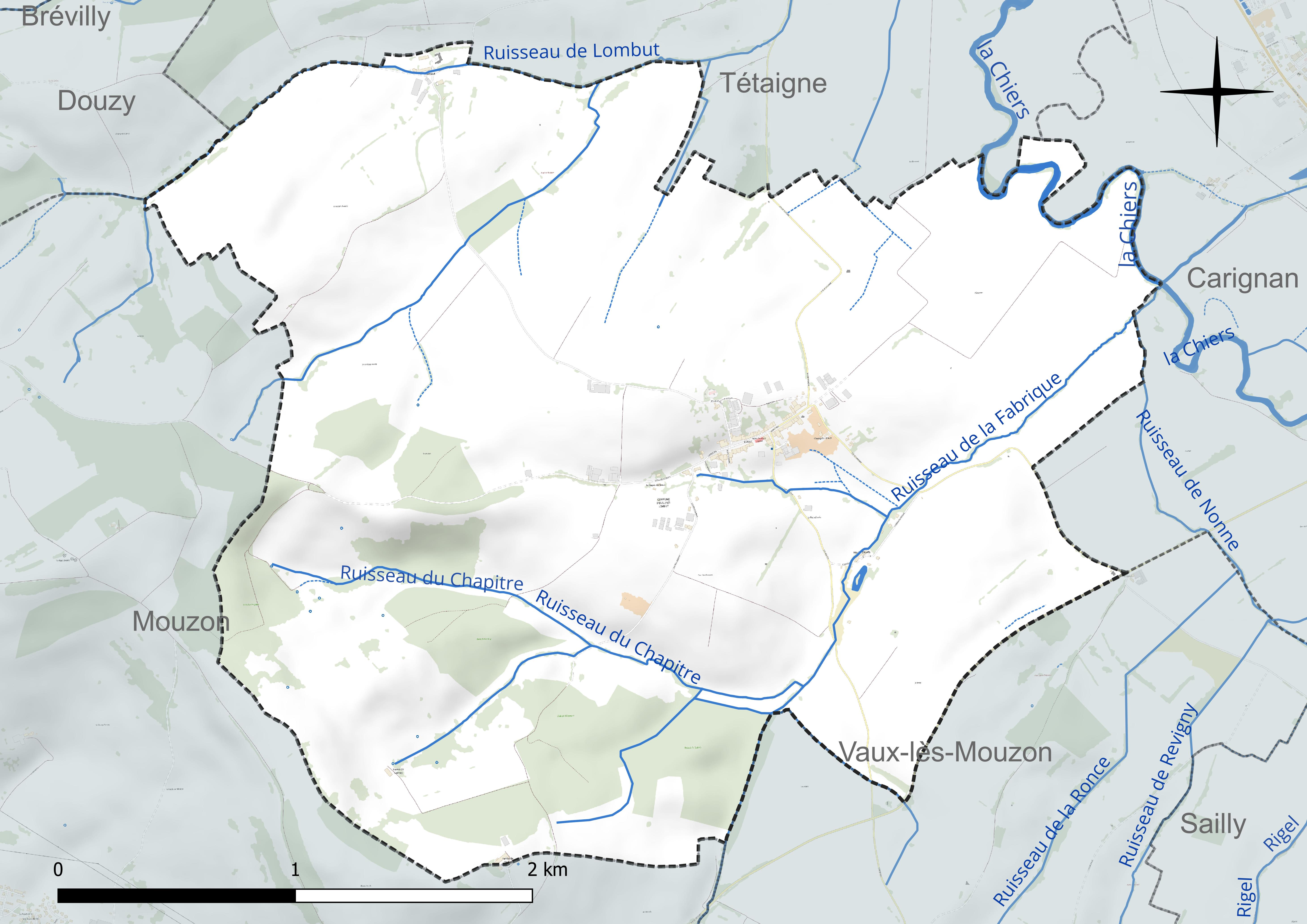
Réseau hydrographique d'Euilly-et-Lombut.

### Climat
Pour des articles plus généraux, voir Climat du Grand Est et Climat des Ardennes.
En 2010, le climat de la commune est de type climat de montagne, selon une étude du Centre national de la recherche scientifique s'appuyant sur une série de données couvrant la période 1971-2000. En 2020, Météo-France publie une typologie des climats de la France métropolitaine dans laquelle la commune est exposée à un climat océanique altéré et est dans la région climatique Lorraine, plateau de Langres, Morvan, caractérisée par un hiver rude (1,5 °C), des vents modérés et des brouillards fréquents en automne et hiver.
Pour la période 1971-2000, la température annuelle moyenne est de 10 °C, avec une amplitude thermique annuelle de 16 °C. Le cumul annuel moyen de précipitations est de 949 mm, avec 13,4 jours de précipitations en janvier et 9,6 jours en juillet. Pour la période 1991-2020, la température moyenne annuelle observée sur la station météorologique de Météo-France la plus proche, « Douzy », sur la commune de Douzy à 7 km à vol d'oiseau, est de 10,5 °C et le cumul annuel moyen de précipitations est de 857,0 mm. 
La température maximale relevée sur cette station est de 40,3 °C, atteinte le 25 juillet 2019 ; la température minimale est de −14,8 °C, atteinte le 3 janvier 2004,,.
Les paramètres climatiques de la commune ont été estimés pour le milieu du siècle (2041-2070) selon différents scénarios d'émission de gaz à effet de serre à partir des nouvelles projections climatiques de référence DRIAS-2020. Ils sont consultables sur un site dédié publié par Météo-France en novembre 2022.

## Urbanisme

### Typologie
Au 1er janvier 2024, Euilly-et-Lombut est catégorisée commune rurale à habitat très dispersé, selon la nouvelle grille communale de densité à 7 niveaux définie par l'Insee en 2022.
Elle est située hors unité urbaine et hors attraction des villes,.

### Occupation des sols
L'occupation des sols de la commune, telle qu'elle ressort de la base de données européenne d’occupation biophysique des sols Corine Land Cover (CLC), est marquée par l'importance des territoires agricoles (84 % en 2018), une proportion sensiblement équivalente à celle de 1990 (84,4 %). La répartition détaillée en 2018 est la suivante : 
prairies (46 %), terres arables (35,5 %), forêts (13 %), zones urbanisées (3 %), zones agricoles hétérogènes (2,6 %). L'évolution de l’occupation des sols de la commune et de ses infrastructures peut être observée sur les différentes représentations cartographiques du territoire : la carte de Cassini (XVIIIe siècle), la carte d'état-major (1820-1866) et les cartes ou photos aériennes de l'IGN pour la période actuelle (1950 à aujourd'hui).

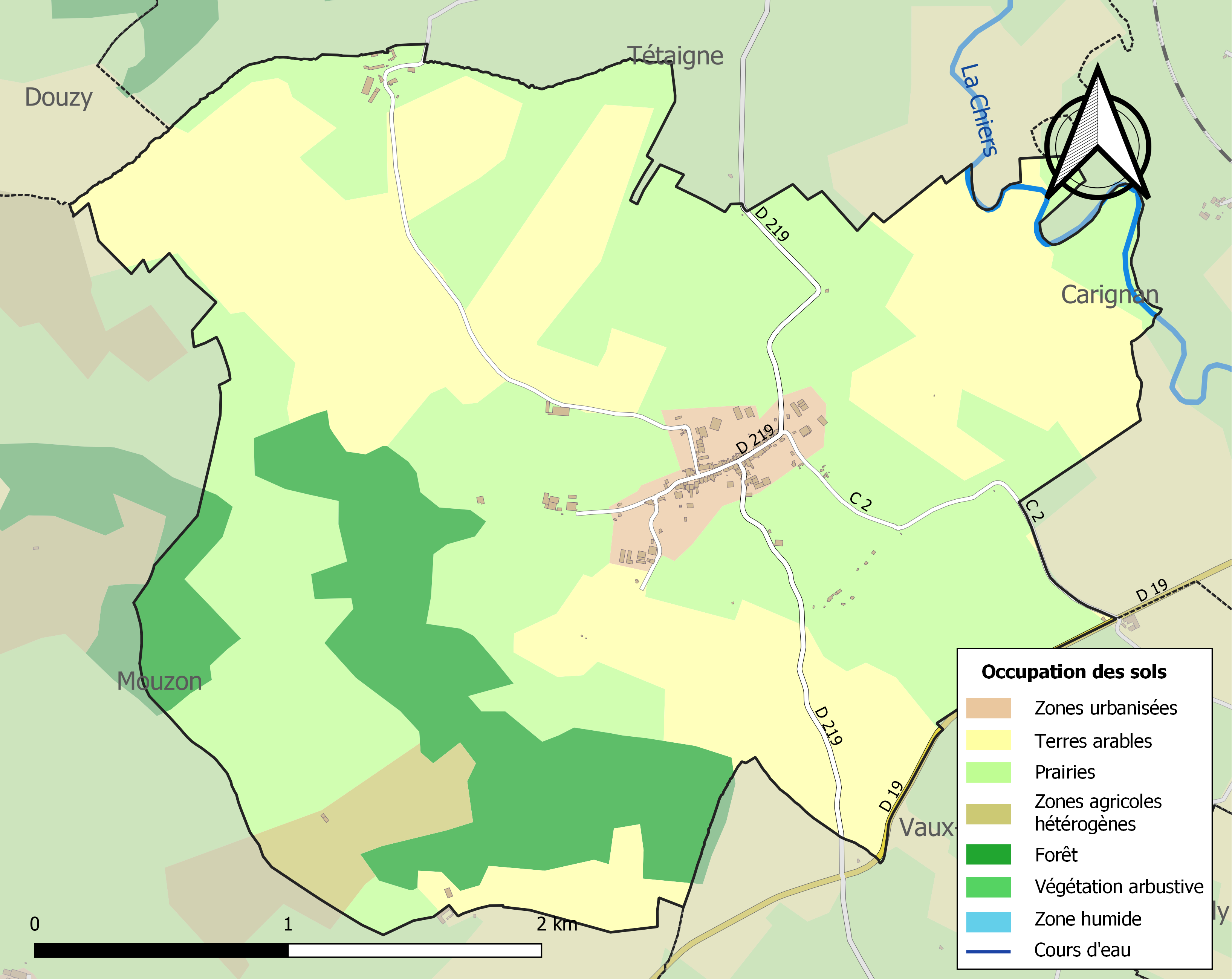
Carte des infrastructures et de l'occupation des sols de la commune en 2018 (CLC).

## Histoire
La commune est née de la fusion, en 1828, des deux communes d'Euilly et de Lombut.
Surnommée l'une des « Quatre Filles d'Yvois », cette forteresse fut aux trois-quarts détruite au XVIIe siècle. Aujourd'hui, il ne subsiste que deux tours, flanquées d'un logis.

## Politique et administration
| Période                                  | Période                   | Identité                                        | Étiquette | Qualité |
| ---------------------------------------- | ------------------------- | ----------------------------------------------- | --------- | ------- |
| 1879                                     |                           | Roland                                          |           |         |
| mars 2001                                | En cours (au 25 mai 2020) | Daniel Dozières Réélu pour la mandat 2020-2026, | DVD       |         |
| Les données manquantes sont à compléter. |                           |                                                 |           |         |

## Démographie
L'évolution du nombre d'habitants est connue à travers les recensements de la population effectués dans la commune depuis 1793. Pour les communes de moins de 10 000 habitants, une enquête de recensement portant sur toute la population est réalisée tous les cinq ans, les populations de référence des années intermédiaires étant quant à elles estimées par interpolation ou extrapolation. Pour la commune, le premier recensement exhaustif entrant dans le cadre du nouveau dispositif a été réalisé en 2004.

En 2022, la commune comptait 109 habitants, en évolution de −6,03 % par rapport à 2016 (Ardennes : −2,97 %, France hors Mayotte : +2,11 %).
| 1793 | 1800 | 1806 | 1821 | 1831 | 1836 | 1841 | 1846 | 1851 |
| ---- | ---- | ---- | ---- | ---- | ---- | ---- | ---- | ---- |
| 202  | 217  | 167  | 241  | 371  | 389  | 368  | 346  | 334  |

| 1866 | 1872 | 1876 | 1881 | 1886 | 1891 | 1896 | 1901 | 1906 |
| ---- | ---- | ---- | ---- | ---- | ---- | ---- | ---- | ---- |
| 348  | 352  | 356  | 351  | 302  | 289  | 262  | 243  | 215  |

| 1911 | 1921 | 1926 | 1931 | 1936 | 1946 | 1954 | 1962 | 1968 |
| ---- | ---- | ---- | ---- | ---- | ---- | ---- | ---- | ---- |
| 231  | 162  | 210  | 196  | 196  | 195  | 198  | 167  | 157  |

| 1975 | 1982 | 1990 | 1999 | 2004 | 2006 | 2009 | 2014 | 2019 |
| ---- | ---- | ---- | ---- | ---- | ---- | ---- | ---- | ---- |
| 137  | 129  | 123  | 114  | 113  | 109  | 110  | 112  | 110  |

| 2022 | - | - | - | - | - | - | - | - |
| ---- | - | - | - | - | - | - | - | - |
| 109  | - | - | - | - | - | - | - | - |

## Culture locale et patrimoine

### Lieux et monuments

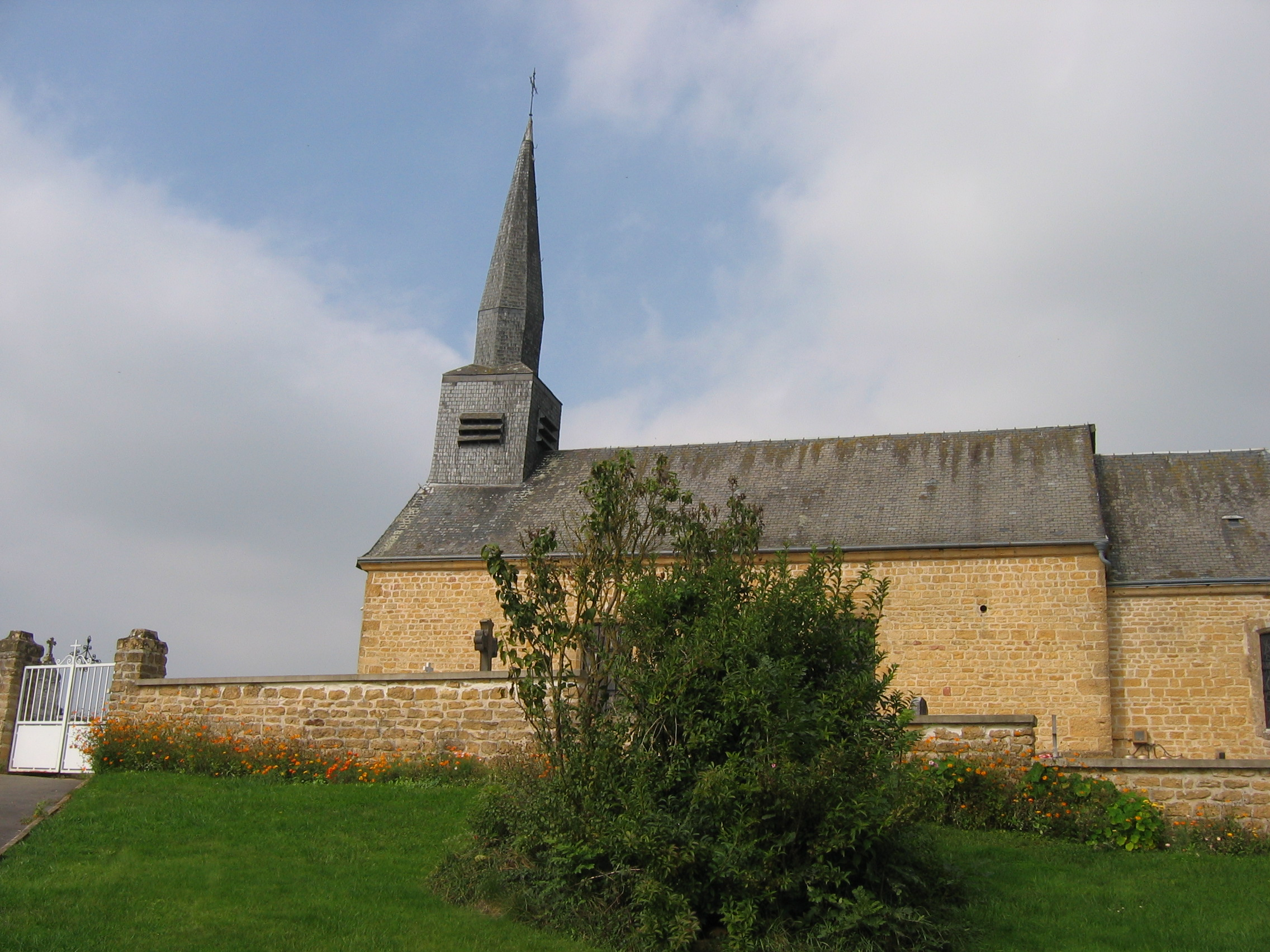
Église d'Euilly.

- Église Saint Maximin d'Euilly-et-Lombut.

### Personnalités liées à la commune
- Jean-Baptiste Breton, dit Berton, né en 1769 à Euilly (Ardennes), près de Sedan et mort en 1822, est un général d’Empire.

### Héraldique
| Armes de Euilly-et-Lombut | Les armes d’Euilly-et-Lombut se blasonnent ainsi : Coupé : au 1er d’argent à la bande de sable chargée de trois fleurs de lys du champ côtoyée de deux cotices aussi de sable, au 2e de gueules à la crosse d’argent accostée de deux croisettes recroisetées au pied fiché d’or. |